# Scottiola salticiformis
Scottiola salticiformis är en insektsart som först beskrevs av Bolívar, I. 1912.  Scottiola salticiformis ingår i släktet Scottiola och familjen syrsor. IUCN kategoriserar arten globalt som starkt hotad. Inga underarter finns listade i Catalogue of Life.